# The Pyramid (Ostantarktika)
The Pyramid (englisch für Die Pyramide) ist ein kleiner und dennoch markanter Berggipfel im ostantarktischen Viktorialands. In der Royal Society Range ragt er an der Westseite des Koettlitz-Gletschers auf.
Teilnehmer der Terra-Nova-Expedition (1910–1913) unter der Leitung des britischen Polarforschers Robert Falcon Scott benannten ihn nach seiner charakteristischen Form. Der Gipfel war namensgebend für den benachbarten Pyramid Trough, einen Talkessel, und die darin liegenden Pyramid Ponds, zum Flusssystem des Alph River gehörige Schmelzwassertümpel.